# Nellys Éditions
Nellys Éditions est une maison d’édition fondée par trois docteurs, avec la mission de diffuser des savoirs scientifiques et intellectuels dans un langage accessible au plus grand nombre. Elle se positionne comme un médiateur entre la recherche académique et le public cultivé, en publiant des ouvrages exigeants mais lisibles.

## Histoire
La maison naît d’un projet interdisciplinaire porté par trois universitaires issus de champs complémentaires. Depuis sa création (2020), elle structure son catalogue autour d’axes transversaux (histoire, sociologie, anthropologie, philosophie, littérature, science politique, droit, géographie, arts et sciences), avec une attention particulière au dialogue entre sciences humaines et enjeux contemporains.

## Ligne éditoriale
Nellys Éditions défend une conception décloisonnée du savoir, favorisant les croisements méthodologiques et thématiques. La maison accueille des travaux sur le développement africain, les transformations démocratiques, l’éthique, l’environnement et les cultures, considérant ces sujets comme d’intérêt universel. La lisibilité, l’argumentation rigoureuse et l’accessibilité des références comptent parmi les critères de sélection des manuscrits.

## Politique d’auteurs et accompagnement
L’une des spécificités de la maison réside dans la promotion d’auteurs peu connus (jeunes chercheurs, enseignants, intellectuels émergents), que l’éditeur accompagne de l’évaluation du manuscrit jusqu’à la diffusion. L’objectif est de faire émerger des perspectives originales, parfois marginales dans le champ éditorial, mais décisives pour le renouvellement critique.

## Éthique contractuelle
La politique contractuelle met l’accent sur la transparence et des conditions favorables aux auteurs (droits d’auteur équitables, information claire sur les tirages et la diffusion). Cette éthique vise à établir un partenariat durable et à valoriser la contribution des chercheurs au débat public.

## Diffusion et présence internationale
Les ouvrages sont distribués en France et à l’international, avec un référencement renforcé dans les moteurs de recherche et les bases de données du livre. La stratégie de visibilité repose sur une diffusion multicanale (librairies, plateformes, événements scientifiques), afin de toucher à la fois les communautés académiques et un lectorat élargi.

## Positionnement
Nellys Éditions se présente comme un acteur attaché à la qualité intellectuelle plutôt qu’à la seule logique marchande, privilégiant la lenteur réflexive et la densité argumentative. Le livre y est conçu comme un outil de transmission, d’émancipation et de mémoire collective.

## Identité visuelle et collections
La maison organise progressivement ses publications en collections thématiques, afin de faciliter le repérage par les lecteurs et par les communautés de recherche. L’identité visuelle met l’accent sur la sobriété typographique et la lisibilité des appareils critiques.